# Santiago Atitlán
Pour les articles homonymes, voir Santiago (homonymie) et Atitlán.
Santiago Atitlán est une ville du Guatemala dans le département de Sololá.

## Toponymie
Santiago Atitlán est nommée en honneur à son saint patron, l'apôtre Jacques (« Santiago » en espagnol) et d'après « Atitlán » qui signifie « entre les eaux » en náhuatl.

## Histoire
Santiago Atitlon a été le théâtre de violences considérables soutenues par l'État pendant la Guerre civile guatémaltèque.
Parmi les incidents les plus notables survenus pendant la guerre, on peut citer l'assassinat du prêtre catholique Stanley Rother par des escadrons de la mort d'extrême droite le 28 juillet 1981 et le massacre de 14 personnes lorsque l'armée guatémaltèque a ouvert le feu sur une foule de civils non armés le 2 décembre 1990.

## Personnalités liées
- Concepción Ramírez (1942-2021), née à Santiago Atitlán, jeune femme autochtone guatémaltèque dont le portrait à 17 ans comme la « plus jolie femme indigène » du Guatemala figure sur la pièce guatémaltèque de 25 centavo de Quetzal. Elle devient ensuite militante pacifiste[2],[3].